# Slagthuset
Slagthuset är sedan början av 1990-talet kontors- och nöjeskomplex i Nyhamnen i Malmö bestående av kontorshotell, kontorslokaler, teater, diskotek och restaurang.
Namnet har sitt ursprung i att huvudbyggnaden under åren 1904-69 var kommunalt slakthus. Byggnadskomplexet ritades av stadsarkitekten i Malmö Salomon Sörensen. Den tretton våningar höga kontorsbyggnaden, "Malmö Slagthus", som stod färdig 1993 ingår i Slagthuskomplexet. Arkitekt för höghuset och ombyggnaden av slakthuset var Ahlsén & Lindström arkitekter.
Mindpark Malmö City AB driver coworking-, mötes- och eventverksamhet i delar av höghuset. Fastigheten ägs av Wihlborgs.
2021 fastslogs det att Totte Lundgren som äger Kulturbolaget samt Hans Palm startar Nyhamnen Nöje & Events och tar över verksamheten på Slagthuset sedan att denna officiellt avslutades i mars 2021.

## Nöje och evenemang
Claes Schmidt och Anita Schmidt drev verksamheten i hela Slagthuset i stor skala mellan 1993 och 2009. Slagthuset blev snart populärt och räknades under tiden med paret Schmidt som Skandinaviens största nattklubb med sina 8 500 kvadratmeter men fick också problem med att hantera den stora mängden ofta stökiga besökare. Numera brukar nattklubben vara mindre. Mellan 2007 och 2009 besöktes Slagthuset ett flertal gånger av artister som Axwell, Eric Prydz, Fedde le Grand, Benny Benassi, Kate Ryan, Niki Belucci och Petter.
Många kända artister och DJ:s har uppträtt på Slagthusets nattklubb, såsom David Guetta, Avicii, Laidback Luke, Public Enemy, mf. I regi av Ace Event arrangerades från 2004 stora musikfester som med Tiesto (2004), första gången en världsledande DJ uppträdde i Malmö, och publikrekord-dragande klubben Ministry of Sound.
Verksamheten togs 2009 över av Luftkastellet, 2012 ombildat till den nuvarande ägaren Joingruppen AB (som även drev restauranger i närliggande Media Evolution City och Studio). Fram till sommaren 2012 arrangerades nattklubben av Öresundsgruppen under namnet Slagthuset White.
Slagthuset var 2013 värdar för Euroclub i och med att Eurovision Song Contest gästade Malmö. I samband med det erbjöds även schlagerklubben Euphoria av  Gudrun Hauksdottir med flera.
1 november 2013 gick Slagthuset tillbaka till sitt ursprungliga koncept som med flera större dansgolv som riktar sig till en bredare publik inom house, RnB och schlager.
I lokalerna arrangeras även större evenemang som mässor (bland annat årliga Kulturmässan) och konferenser som Media Evolution Citys internationella The Conference och Nordic Game.

## Galateatern
Inrymd i en del av byggnaden finns en teater med uppåt 900 publikplatser, Galateatern, som invigdes 1991 med en uppsättning av Franz Lehárs operett Glada änkan med Jan Malmsjö och Marianne Mörck i huvudrollerna. Sedan dess har teatern fungerat som scen för gästspel, privatteateruppsättningar – oftast komedier och musikaler som 42nd Street, Grease och Joseph and the Amazing Technicolor Dreamcoat – och konserter med en mängd olika produktioner med många av Sveriges främsta aktörer och artister.
Teatern ingick även i Teaterbiennalen i Malmö 2015 och har fungerat som tv-scen för exempelvis SVT:s Robins under 2000-talet och Anders Aldgårds uppsättning av komedin Charleys tant med Claes Malmberg, Jan Malmsjö, Marianne Mörck med flera 2015.

## Bilder

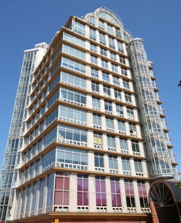
Slagthuset i Malmö AB Kontorshotell
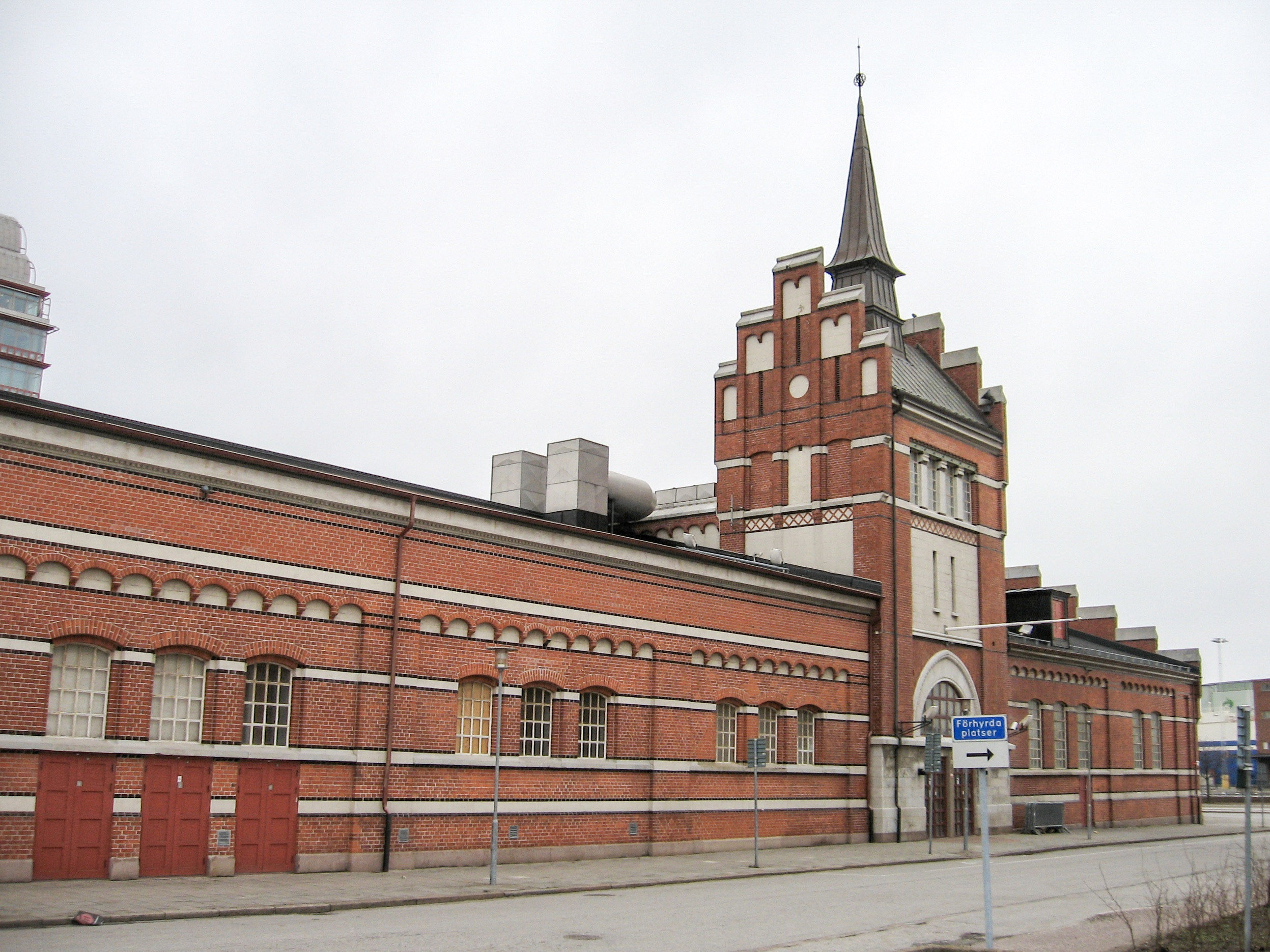
Slagthuset från Navigationsgatan
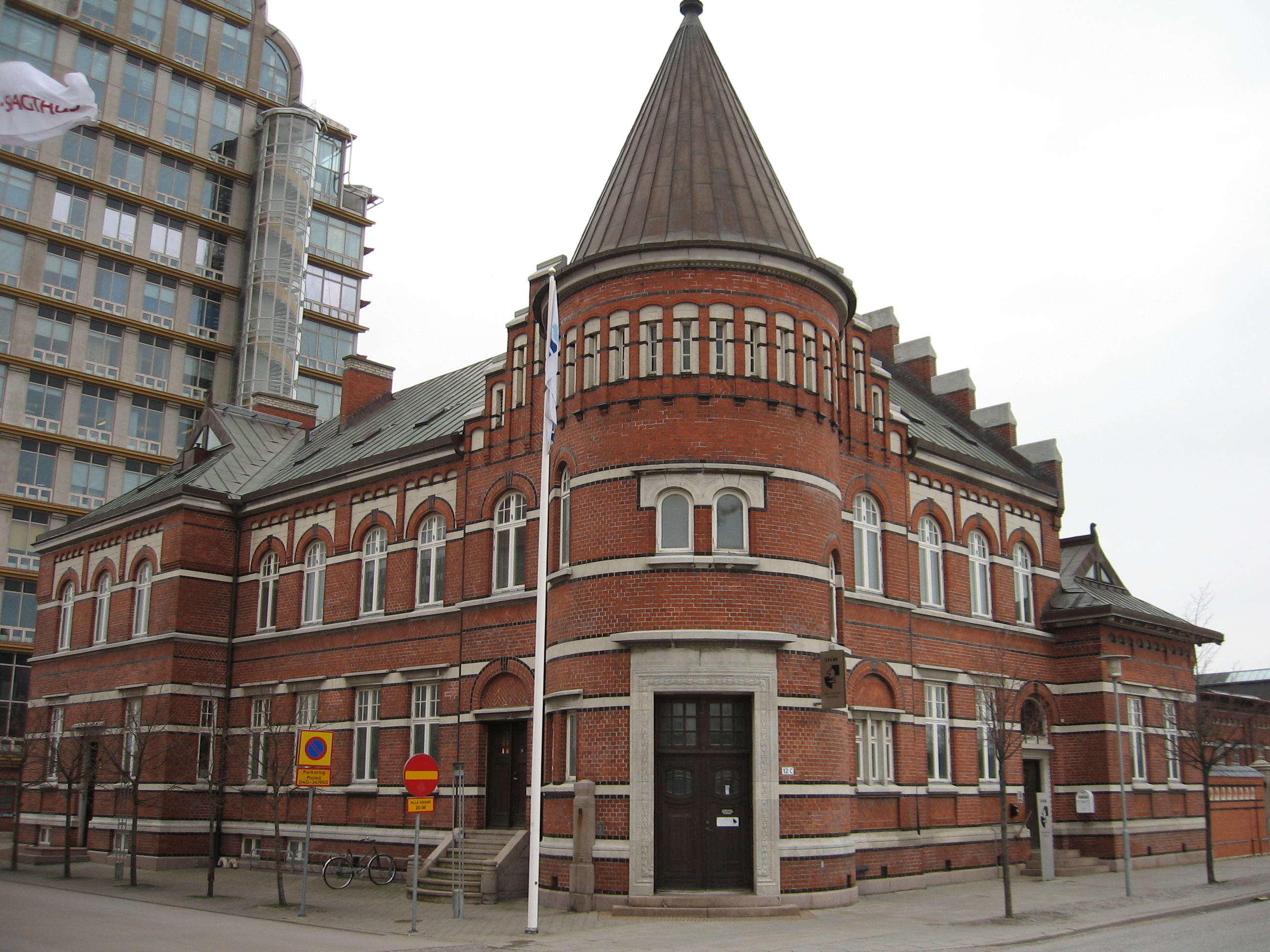
Administrationsbyggnaden
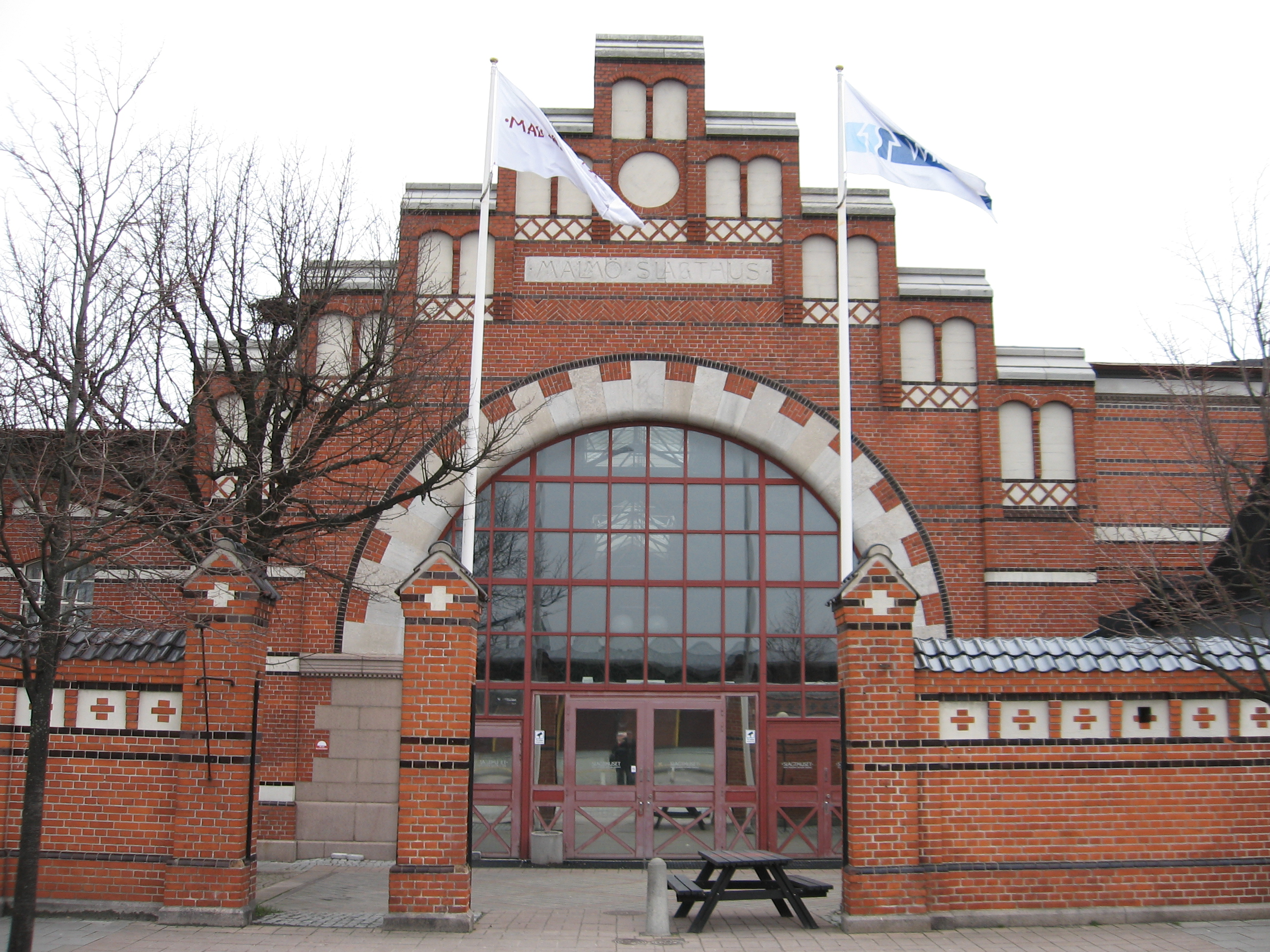
Entrén från Carlsgatan
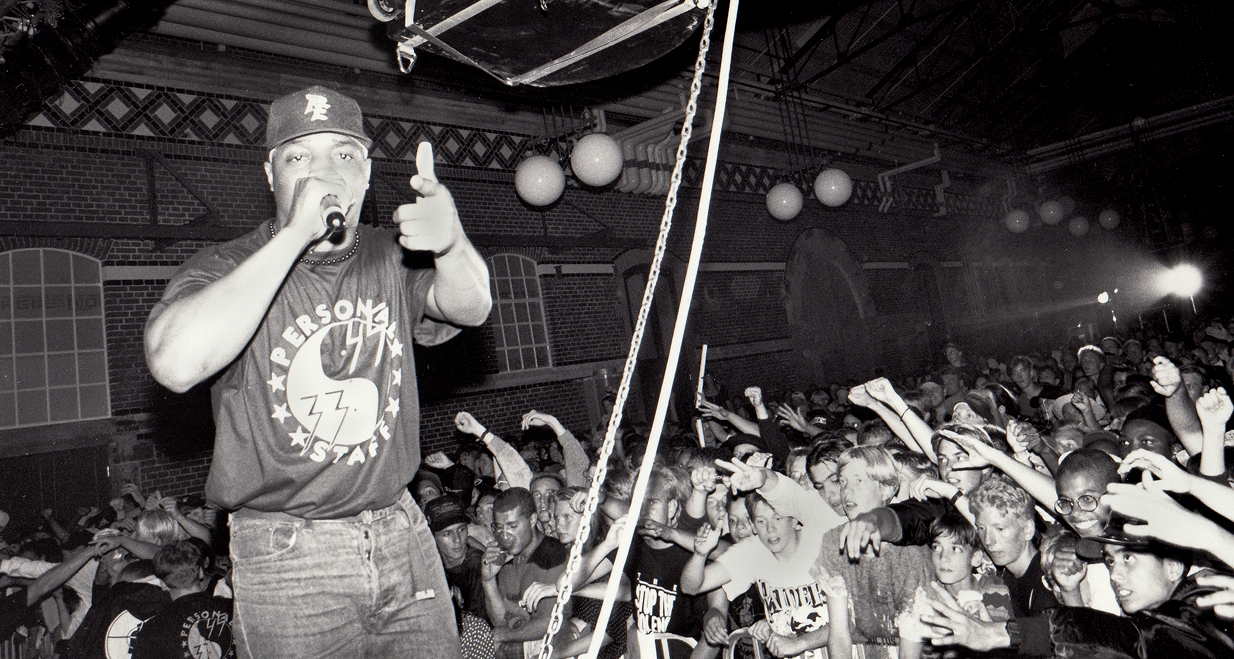
Chuck D i  Public Enemy 1991.